# Declinação na língua portuguesa
O português é um idioma analítico quando se trata de nomes, ou seja, a função sintática depende muito mais da ordem das palavras na frase do que de flexões. A maioria das desinências indicativas de caso presentes no latim desapareceram no português, mas persistem nos pronomes pessoais. Em geral, considera-se a existência de um caso "reto" (nominativo) e de três casos "oblíquos" (acusativo, dativo e genitivo). Com relação aos substantivos e adjetivos, os casos foram substituídos por preposições, algumas delas contraindo-se com artigos.

## Pronomes pessoais e possessivos
Deve-se ter em conta que os pronomes possessivos não correspondem ao caso genitivo do latim, que era geralmente usado para designar posse, mas também origem. No latim, os próprios pronomes possessivos tinham um caso genitivo, usado em construções como "do meu", "do teu", "do nosso".

### Primeira pessoa
|          | Reto       | Oblíquo   | Oblíquo | Oblíquo | Oblíquo | Oblíquo                                   |
|          | Nominativo | Acusativo | Dativo  | Dativo  | Dativo  | Genitivo                                  |
| -------- | ---------- | --------- | ------- | ------- | ------- | ----------------------------------------- |
| Singular | eu         | me        | mim     | me      | comigo  | o meu / a minha / os meus / as minhas     |
| Plural   | nós        | nos       | nós     | nos     | conosco | o nosso / a nossa / os nossos / as nossas |

### Segunda pessoa
|          | Reto       | Oblíquo   | Oblíquo | Oblíquo | Oblíquo  | Oblíquo                                   |
|          | Nominativo | Acusativo | Dativo  | Dativo  | Dativo   | Genitivo                                  |
| -------- | ---------- | --------- | ------- | ------- | -------- | ----------------------------------------- |
| Singular | tu         | te        | ti      | te      | contigo  | o teu / a tua / os teus / as tuas         |
| Plural   | vós        | vos       | vós     | vos     | convosco | o vosso / a vossa / os vossos / as vossas |

### Terceira pessoa
É a única pessoa que diferencia masculino de feminino, e que diferencia o oblíquo átono para objeto direto e indireto.
|          |           | Reto       | Oblíquo                                                     | Oblíquo | Oblíquo | Oblíquo | Oblíquo                           |
|          |           | Nominativo | Acusativo                                                   | Dativo  | Dativo  | Dativo  | Genitivo                          |
| -------- | --------- | ---------- | ----------------------------------------------------------- | ------- | ------- | ------- | --------------------------------- |
| Singular | Masculino | ele        | o, no (depois de ditongo nasal), lo (depois de r, s e z)    | ele     | lhe     | consigo | o seu / a sua / os seus / as suas |
| Singular | Feminino  | ela        | a, na (depois de ditongo nasal), la (depois de r, s e z)    | ela     | lhe     | consigo | o seu / a sua / os seus / as suas |
| Plural   | Masculino | eles       | os, nos (depois de ditongo nasal), los (depois de r, s e z) | eles    | lhes    | consigo | o seu / a sua / os seus / as suas |
| Plural   | Feminino  | elas       | as, nas (depois de ditongo nasal), las (depois de r, s e z) | elas    | lhes    | consigo | o seu / a sua / os seus / as suas |

Nota: O caso genitivo da terceira pessoa pode, alternativamente, ser designado, por uma locução consituída: 
1) pelo determinante artigo aplicável, antecendo o nome designado;   
2) por uma contração da preposição de e do pronome nominativo, justaposta ao nome.
e.g. O pai dele. A mãe dele. O pai dela. A mãe deles. O pai delas.

## Pronomes reflexivos
Os pronomes reflexivos indicam o sujeito executando uma ação sobre si.
|          |          | Oblíquo   | Oblíquo               |
| Número   | Pessoa   | Acusativo | Dativo                |
| -------- | -------- | --------- | --------------------- |
| Singular | Primeira | me        | mim, a mim mesmo(a)   |
| Singular | Segunda  | te        | ti, a ti mesmo(a)     |
| Singular | Terceira | se        | si, a si mesmo(a)     |
| Plural   | Primeira | nos       | nós, a nós mesmos(as) |
| Plural   | Segunda  | vos       | vós, a vós mesmos(as) |
| Plural   | Terceira | se        | si, a si mesmos(as)   |

## Pronomes de tratamento
Os pronomes de tratamento comportam-se como pronomes de terceira pessoa, apesar de serem pronomes de segunda pessoa. Portanto, declinam como os pronomes pessoais da terceira pessoa. A forma reflexiva dos pronomes de tratamento é igual à dos pronomes da terceira pessoa. Segue, como exemplo, a declinação de você.
|          | Reto       | Oblíquo   | Oblíquo | Oblíquo | Oblíquo | Oblíquo                           |
|          | Nominativo | Acusativo | Dativo  | Dativo  | Dativo  | Genitivo                          |
| -------- | ---------- | --------- | ------- | ------- | ------- | --------------------------------- |
| Singular | você       | o/a       | si      | lhe     | consigo | o seu / a sua / os seus / as suas |
| Plural   | vocês      | os/as     | si      | lhes    | consigo | o seu / a sua / os seus / as suas |

## Determinantes artigos
Os casos para determinantes são designados por meio de preposições, No caso dos determinantes artigos, procede-se à contração da preposição que designa o caso com o artigo aplicável ao grupo nominal em causa.
|            | Masculino | Masculino | Feminino | Feminino | Neutro |
| ---------- | --------- | --------- | -------- | -------- | ------ |
|            | Singular  | Plural    | Singular | Plural   |        |
| Nominativo | o         | os        | a        | as       | -      |
| Acusativo  | o         | os        | a        | as       | -      |
| Genitivo   | do        | dos       | da       | das      | de     |
| Dativo     | ao        | aos       | à        | às       | a      |
| Locativo   | no        | nos       | na       | nas      | em     |
| Ablativo   | pelo      | pelos     | pela     | pelas    | por    |